# Chiesa di San Giacomo Maggiore (Barbiano)
La chiesa di San Giacomo Maggiore, o in modo più completo chiesa di San Giacomo Maggiore Apostolo, (in tedesco Pfarrkirche zum Hl. Jakobus dem Älteren) è la parrocchiale di Barbiano in provincia autonoma di Bolzano. Appartiene al decanato di Chiusa-Castelrotto della diocesi di Bolzano-Bressanone, risale al XII secolo ed è considerata un bene architettonico in Alto Adige.

## Storia

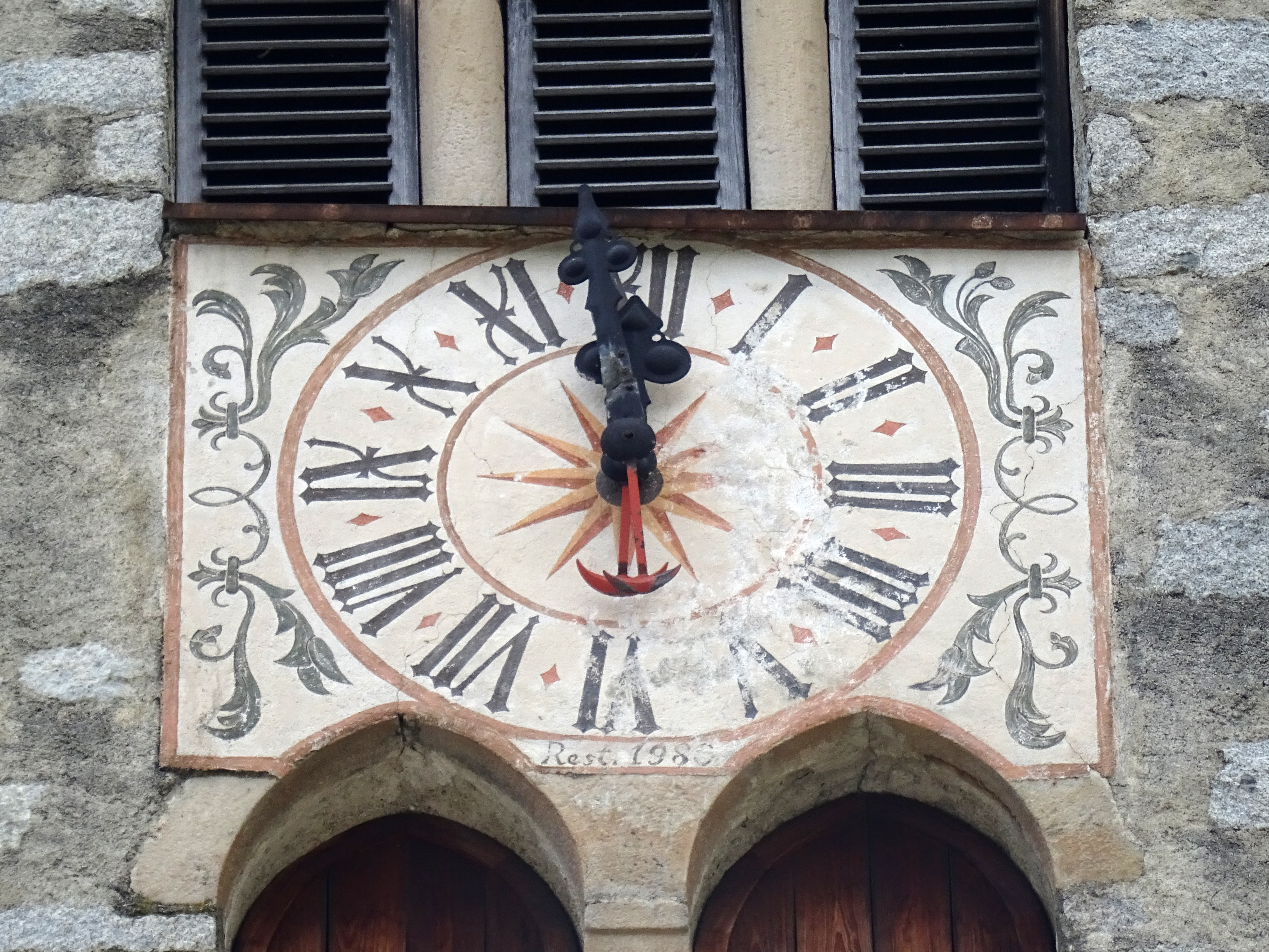
Orologio posto sulla torre campanaria della chiesa di San Giacomo Maggiore a Barbiano

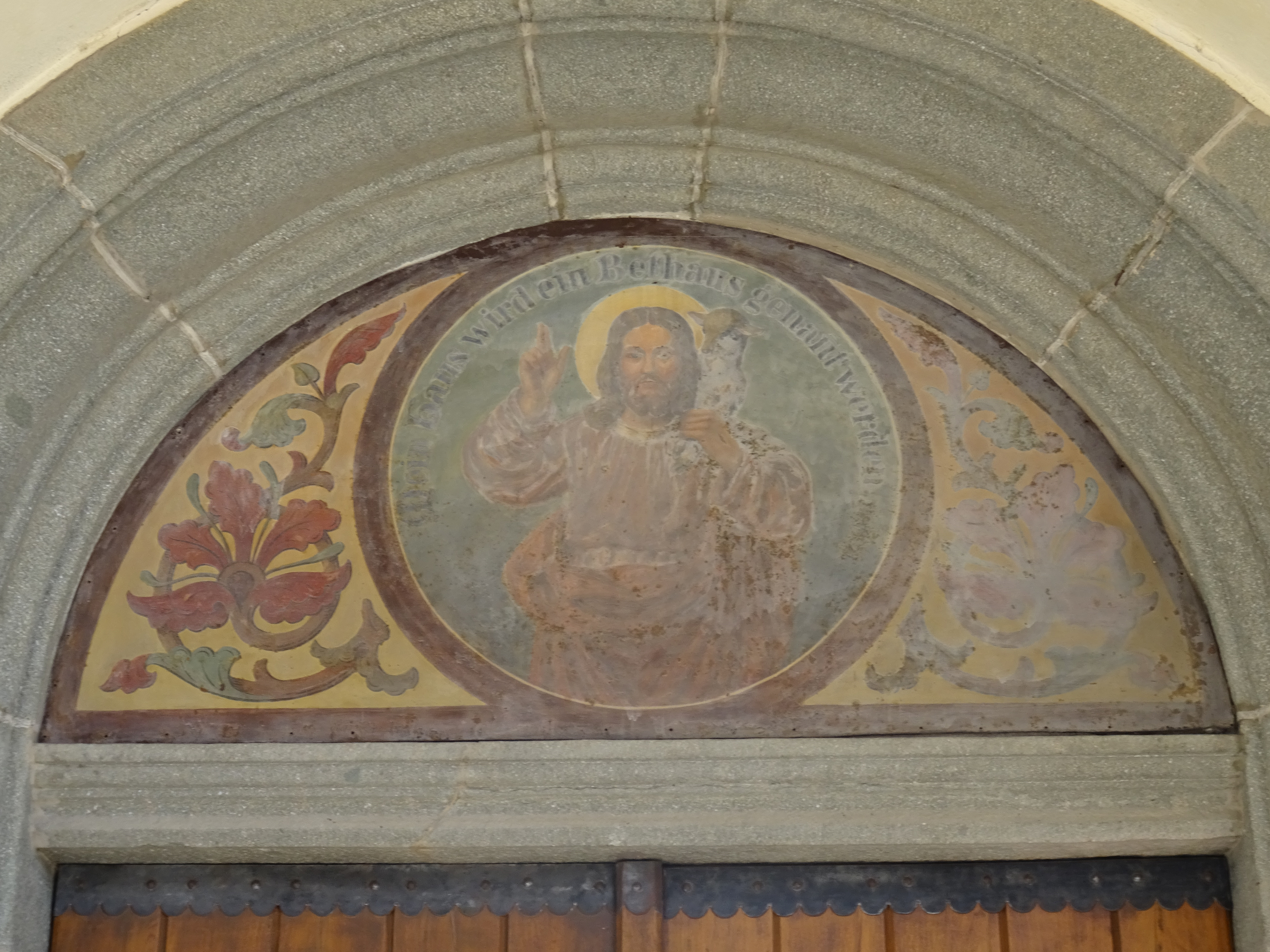
Affresco nella lunetta sopra al portale della chiesa di San Giacomo Maggiore

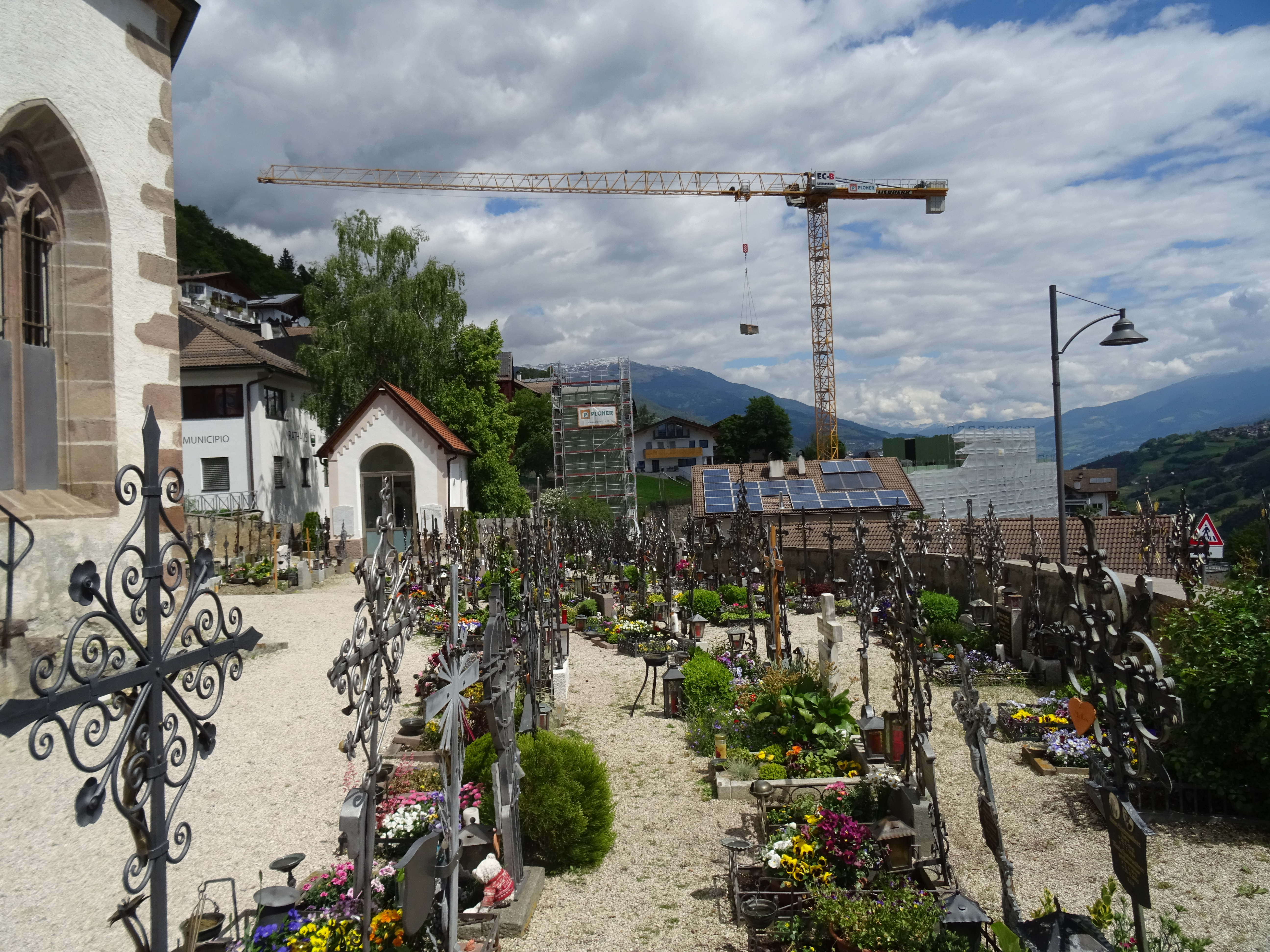
Cimitero della comunità di Barbiano accanto alla chiesa parrocchiale

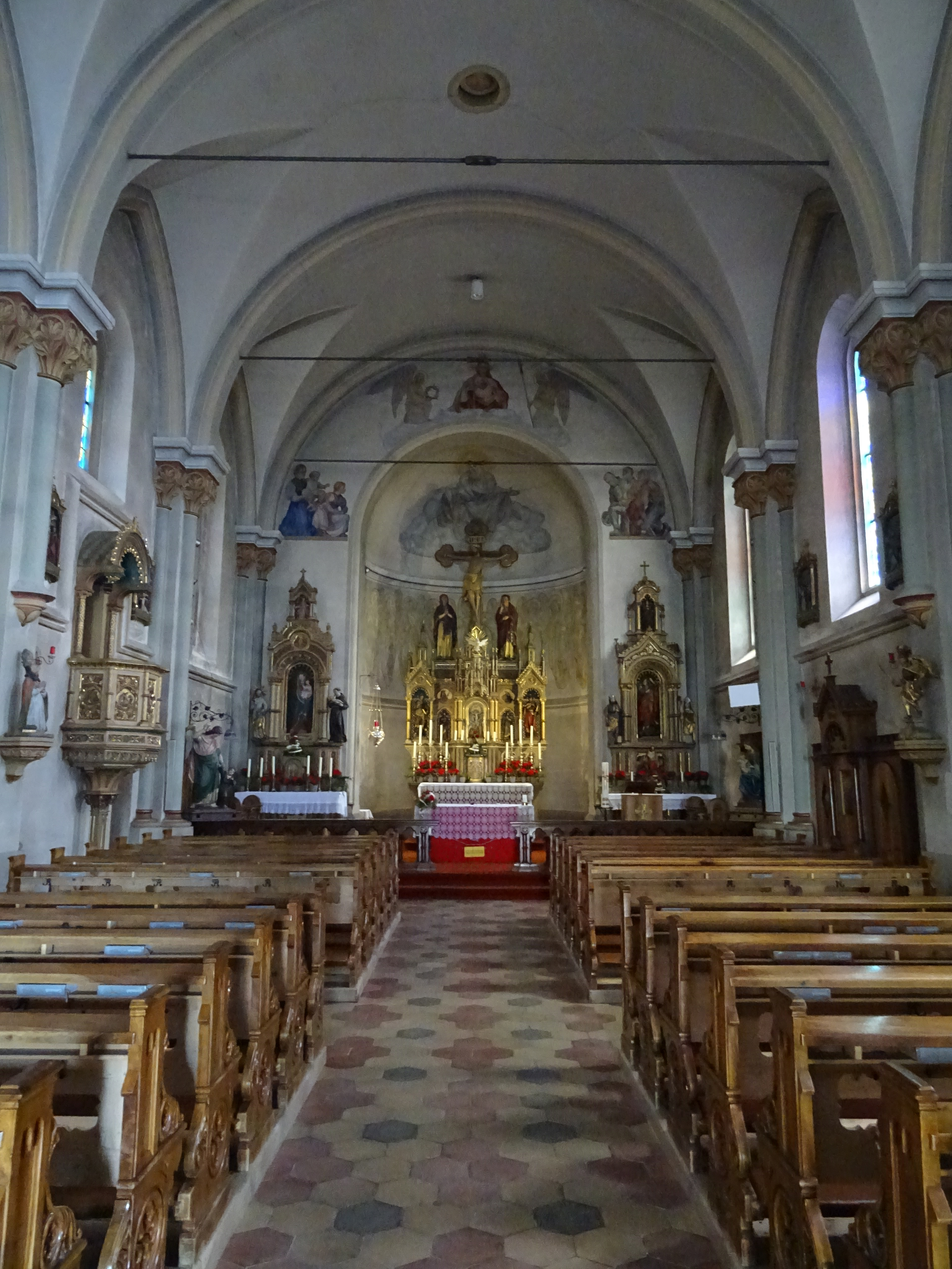
Interno della chiesa di San Giacomo Maggiore a Barbiano

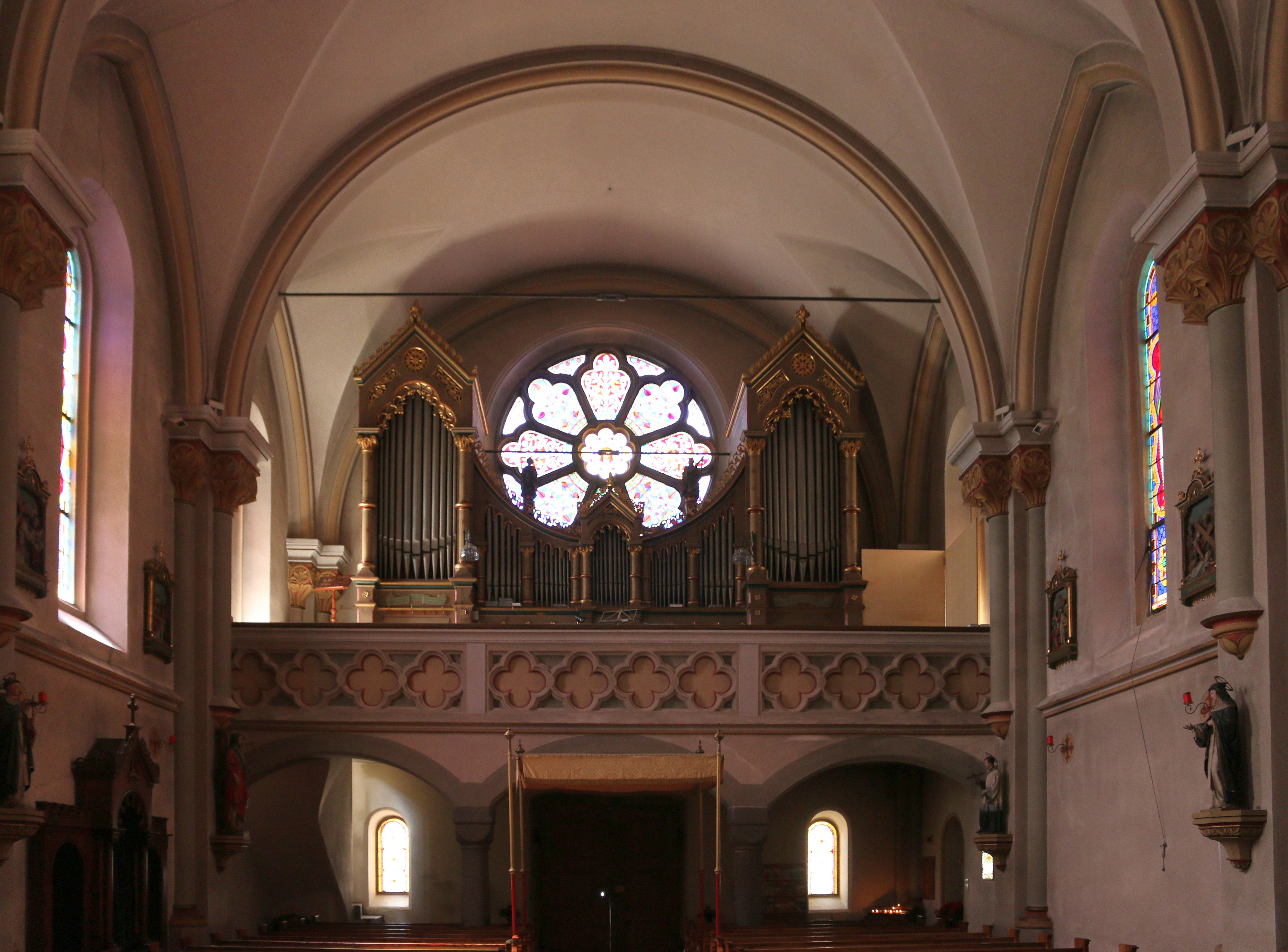
Controfacciata con organo a canne

La parrocchia di Villandro, fondata attorno al 1100, comprendeva il territorio nel quale poi venne compresa la parrocchia di Barbiano. La prima citazione su documenti inerenti la chiesa risale al 1378 quando il cappellano di Villandro fu descritto come il primo sacerdote a Barbiano. Fu chiamato curato anche se ancora la curazia non era stata istituita. Tuttavia il luogo di culto, in particolare il suo caratteristico campanile, risale a un periodo antecedente di circa due secoli. I lavori che hanno interessato l'edificio e la copertura del suo tetto sono nel XIV secolo, quando il luogo di culto venne parzialmente ricostruito secondo lo stile gotico del tempo. La solenne consacrazione fu celebrata nel 1472.
La visita pastorale del 1579 riportò che a Barbiano erano presenti due sacerdoti. Nel 1682 venne ufficialmente istituita la curazia. Nel 1874 la navata fu restaurata durante i lavori progettati da Josef von Stadle e in questa occasione venne seguito lo stile neoromanico. L'antico coro venne mantenuto, unica parte gotica, ma da quel momento venne utilizzato come sagrestia. Dopo i lavori la chiesa parrocchiale fu nuovamente consacrata nel 1877. Dal 23 maggio 1903 il luogo di culto venne elevato a dignità di chiesa parrocchiale.

## Descrizione
Dal 1982 la chiesa di San Giacomo Maggiore a Barbiano è sottoposta a vincolo come bene architettonico in Alto Adige col provvedimento DGP-LAB 966 del 19 febbraio 1982.

### Esterni
La chiesa parrocchiale si trova nell'abitato di Barbiano, comune della provincia autonoma di Bolzano in Trentino-Alto Adige posto a nord ovest di Ponte Gardena. La facciata a capanna in stile neoromanico è caratterizzata dal portale protetto da un protiro sostenuto da due colonne e sovrastato dal grande rosone che porta luce alla sala. La torre campanaria si alza in posizione arretrata sulla sinistra, è la parte più antica della struttura e la sua cella campanaria si apre con finestre a bifora e a trifora. Il campanile è caratteristico per la sua pendenza, dovuta ad un cedimento del terreno, di circa un metro e mezzo verso il fondovalle. Un intervento di consolidamento statico ha messo in sicurezza la struttura tra il 1985 e il 1988.

### Interni
La navata interna è unica in stile neoromanico. L'altare maggiore conserva la copia del Crocifisso di Wechselburg. La luce nella sala è portata dal grande rosone in facciata e dalle 12 vetrate policrome che raffigurano gli Apostoli. Nella navata si conservano anche varie sculture lignee del XVI e del XVII secolo. Sull'arco del coro è presente la raffigurazione del Sacro Cuore con fedeli e nel coro Dio Padre e file di angeli risalente al 1930 e frutto di donazione dei veterani di guerra.